# マリー・フォン・ブランデンブルク＝クルムバッハ
マリー・フォン・ブランデンブルク＝クルムバッハ（ドイツ語：Marie von Brandenburg-Kulmbach, 1519年10月14日 - 1567年10月31日）は、プファルツ選帝侯フリードリヒ3世の妃。

## 生涯
マリーはブランデンブルク＝クルムバッハ辺境伯カジミールとズザンナ・フォン・バイエルン（バイエルン公アルブレヒト4世の娘）の間の娘である。父の死後、マリーは叔父ゲオルクによりルター派の信仰のもと育てられた。
1537年10月21日、クロイツナハにおいて後にプファルツ選帝侯となるプファルツ＝ジンメルン公フリードリヒ3世と結婚した。この結婚は幸せなものであったという。マリーは賢明で敬虔であったといわれ、カトリックであった夫のプロテスタントへの改宗に影響を与えたと言われる。1546年、フリードリヒ3世は最終的にルター派に改宗し、フランケンの支配を義弟アルブレヒト・アルキビアデスから引き受けた。家族は限られた状況で生活していたため、何度もマリーは叔父プロイセン公アルブレヒトに経済的支援を求めた。
マリーの継父プファルツ選帝侯オットー・ハインリヒ（母ズザンナが再婚）が1559年に亡くなり、夫フリードリヒ3世がプファルツ選帝侯となった。選帝侯妃として、マリーは国政にも深く関与したが、フリードリヒ3世はマリーが直接干渉することを認めなかった。また、マリーは宗教問題に影響力を持ち、強硬なルター派としてツヴィングリ派と対立した。
マリーは晩年痛風を患い、そのほとんどをベッドで過ごした。
1567年に死去し、ハイデルベルクの聖霊教会に埋葬された。

## 子女
- アルベルタ（1538年 - 1553年）
- ルートヴィヒ6世（1539年 - 1583年） - プファルツ選帝侯（1576年 - 1583年）
- エリーザベト（1540年 - 1594年） - 1558年にザクセン公ヨハン・フリードリヒ2世と結婚
- ヘルマン・ルートヴィヒ（1541年 - 1556年）
- ヨハン・カジミール（1543年 - 1592年） - ジンメルン公
- ドロテア・ズザンナ（1544年 - 1592年） - 1560年にザクセン＝ヴァイマル公ヨハン・ヴィルヘルムと結婚
- アルブレヒト（1546年 - 1547年）
- アンナ・エリーザベト（1549年 - 1649年） - 1569年にヘッセン＝ラインフェルス方伯フィリップ2世と結婚、1599年にフェルデンツ宮中伯ヨハン・アウグストと結婚。
- クリストフ（1551年 - 1574年）
- カール（1552年 - 1555年）
- クニグンデ・ヤコベア（1556年 - 1586年） - 1580年にナッサウ＝ディレンブルク伯ヨハン6世と結婚